# Лиснау (Ковасна)
Лиснау (рум. Lisnău) насеље је у Румунији у округу Ковасна у општини Озун. Oпштина се налази на надморској висини од 523 m.

## Историја
Према државном шематизму православног клира Угарске у месту "Лизнио" је 1846. године живело 42 породице, уз још припадајућих 107 из филијала: Дикфалва, Мађарос и Вила Доболо. Православни парох је био поп Георгије Поповић.

## Становништво
Према подацима из 2002. године у насељу је живело 447 становника.

### Попис2002.
| Расподела становништва по националности 2002.‍ | Расподела становништва по националности 2002.‍ | Расподела становништва по националности 2002.‍ | Расподела становништва по националности 2002.‍ | Расподела становништва по националности 2002.‍ |
| --------------------------------------------- | --------------------------------------------- | --------------------------------------------- | --------------------------------------------- | --------------------------------------------- |
|                                               |                                               |                                               |                                               |                                               |
| Румуни                                        | Румуни                                        |                                               | 25                                            | 5,6%                                          |
| Мађари                                        | Мађари                                        |                                               | 422                                           | 94,4%                                         |